# Maison de prière Grebenchtchikov
La maison de prière Grebenščikov (ou Grebenchtchikov, en translittération française) (letton : Grebenščikova vecticībnieku kopienas lūgšanu nams, russe : Гребенщиковская старообрядческая община) est un lieu de culte des vieux-croyants russes situé à Riga, capitale de la Lettonie. Il se trouve à l'adresse 73 rue Krasta.

## Histoire
Cette communauté dite « de Grebenchtchikov » est affiliée à l'Église vieille-orthodoxe pomore, dénomination sans prêtre des Vieux-Croyants. Cette communauté a été  établie au plus tard en 1760. Elle est donc considérée comme la plus ancienne communauté  de Vieux-Croyants russes au monde toujours existante.
Dans le premier quart du XVIIIe siècle, il existe déjà une communauté importante de Vieux-Croyants à Riga ayant fui la répression et les réformes de Pierre le Grand. Après l'union de Riga à l'Empire russe en 1711, un rapport sur le recensement des Vieux-Croyants pour double imposition indique en 1723 que beaucoup « ont quitté Riga et se sont réfugiés à proximité, en Courlande. Plus de cinq cents âmes qui n'ont pas eu le temps de se cacher ont été enregistrées. » 
La première maison de prière de Vieux-Croyants sans prêtres à Riga ouvre en 1760, lorsque le riche marchand vieux-croyant Féodor Samanski fonde un hospice. Le contexte religieux de la ville, à très grande majorité de confession luthérienne, où la structure pastorale comporte des ressemblances (absence de prêtres, conseils) facilite aussi la tolérance à leur égard. L'édifice de bois et la maison de prière appartiennent au marchand de la première guilde S. Diakonov et l'ensemble est vendu en 1793 par son héritier G. Panine à la communauté vieille-croyante.
La maison de prière est reconstruite et agrandie entre 1798 et 1802 et en plus de l'hospice une école lui est adjointe, avec un dispensaire et deux orphelinats. La communauté  et ses différentes structures reposent sur les subsides de riches bienfaiteurs vieux-croyants, comme par exemple le marchand N. Artemiev (qui ouvrit en 1770 une tannerie et fabrique de cuir à Riga), le marchand B. Cheloukhine (qui ouvrit une deuxième tannerie en 1782), le marchand S. Diakonov (qui possède la tannerie la plus importante de tout l'Empire russe), le marchand I. Khlebnikov (filature de coton), F. Griaznov (fonderie de fer), N. Ivanov, etc. Au début du XIXe siècle, les Vieux-Croyants de Pomore acquièrent le manoir de Griesenberg près de Riga et, en plus de la maison de prière principale, ils en ont ouvert deux autres - dans deux faubourgs de Riga, appelés « vorstadt de Moscou » et « vorstadt de Pétersbourg ».
Les abords de Riga sont incendiés en 1812 pour freiner l'arrivée des troupes napoléoniennes, y compris la vorstadt de Moscou où se trouvait la communauté. Après l'incendie des bâtiments en bois, les Vieux-Croyants érigent une grande structure en pierre abritant un hospice et une église dédiée à la Nativité du Christ et à la Dormition de sa Mère. En 1816, la communauté comprend 2 112 personnes, et en 1830, 7 904 personnes.
En 1833, la communauté reçoit officiellement le nom de « communauté de Grebenchtchikov » du nom d'un bienfaiteur, marchand à Mitau du nom d'Alexeï Petrovitch Grebenchtchikov.
Comme pour toutes les communautés vieilles-croyantes, le XIXe siècle surtout sous le règne de Nicolas Ier est difficile pour la communauté de Riga. Elle doit affronter des menaces de fermeture de ses écoles, de ses œuvres de bienfaisance et de la maison de prière. En 1833, la saisie des « Règles » par Paulucci, provoque pour les Vieux-Croyants la perte de leur base légale : l'hospice et l'hôpital sont transférés sous l'administration du ministère de la charité publique de Livonie, l'école et l'orphelinat sont fermés. Les mesures de répression des années 1830-1850 touchent aussi les intérêts des marchands. Il est interdit à partir de janvier 1834 aux Vieux-Croyants de tenir des registres de baptême, si bien que nombre de nouveau-nés se retrouvent en dehors de la loi et ne sont pas inscrits sous le nom de leur père ce qui provoque d'immenses problèmes concernant les biens et le droit à l'héritage. En 1847, il est interdit aux marchands d'entrer dans les guildes, mais la tentative en 1859 de fermer la maison de prière de Grebenchtchikov n'aboutit pas.
La répression s'atténue à partir de 1860 et en 1873 la communauté ouvre une grande école. En 1874, les mariages entre Vieux-Croyants sont de nouveau reconnus par la loi.
La loi de 1883 permet d'enregistrer officiellement des maisons de prière fermées, pour célébrer des services divins. En 1886, les Vieux-Croyants de Riga rénovent le bâtiment de deux étages de l'hospice et de la maison de prière, et construisent un nouveau bâtiment pour les femmes allaitantes de 220 personnes. Dans le même temps, un 3e étage est ajouté au-dessus du bâtiment de la maison de prière, ce qui lui donne son aspect actuel.
L'ensemble architectural de Grebenchtchikov des Vieux-Croyants de Riga est le plus grand au monde de la branche de Pomore. Il possède une iconostase à six niveaux, presque complètement cachée sous les cadres argentés des icônes. La salle de prière avec des chœurs spacieux peut accueillir simultanément quatre à cinq mille personnes.
Le clocher est construit en 1905 dans le style vieux russe avec un dôme en forme de casque selon les dessins de l'architecte de la ville, A. Schmeling.
En 1937, sous la direction de l'architecte orthodoxe V. M. Chervinsky, un jardin d'enfants est construit dans la communauté et la dorure du dôme de l'église de Grebenchtchikov est réalisée pour une superficie de 64 mètres carrés.
La dorure est faite par la célèbre société de Riga « Kalert ».
Le clocher est restauré et le dôme redoré en 1999.

## Époque contemporaine

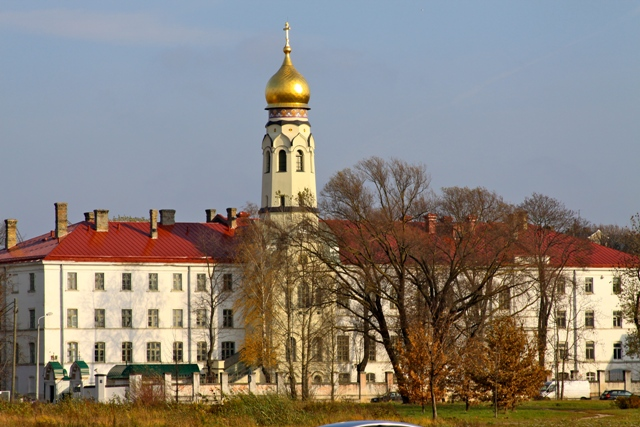
Façade donnant rue Krasta.

Cette communauté est la seule des Églises vieilles-croyantes sans prêtres (bezpopovtsy) pendant les cinquante ans de pouvoir soviétique à avoir pu continuer d'écrire et d'éditer régulièrement en URSS un calendrier annuel consistant en une véritable « encyclopédie » de la foi vieille-croyante.
Aujourd'hui, elle continue à publier des calendriers et différentes sortes de littérature religieuse vieille-croyante. Une école du dimanche (catéchisme) enseigne les enfants en trois classes ; il en est de même pour les adultes.
En 1989, une école de théologie («Старообрядческое духовное училище».) ouvre, unique à cette époque pour la communauté vieille-orthodoxe pomore. Plus tard, elle  est fermée par les nouvelles autorités lettones et plusieurs jeunes futurs théologiens se mettent à étudier par correspondance selon le programme de l'ancienne école ; les plus âgés continuent à suivre la pratique liturgique et à faire un stage dans la maison de prière. L'école rouvre en 2005.
Le 5 septembre 2010, la communauté fête ses 250 ans d'existence.
La communauté vieille-croyante de Grebenchtchikov de Riga est aussi l'un des propriétaires fonciers les plus importants de Lettonie, où les terres privées sont minuscules. Elle possède 85,1 hectares de terrain ce qui représente sur le cadastre une valeur de 5,25 millions de lats (environ 10,5 millions de dollars).